# Господи, гніву пречистого…
«Господи, гніву пречистого…» — вірш українського поета XX століття, перекладача, літературознавця, правозахисника Василя Семеновича Стуса. Вірш спочатку увійшов до збірки «Час творчості» (нім. Dichtenszeit, написаної поетом під час першого слідства 1972 року в камері попереднього ув'язнення Київського республіканського КДБ. Згодом  поезія «Господи, гніву пречистого…» в іншому варіанті увійшла до збірки «Палімпсести». 

## Текст вірша
Господи, гніву пречистого
благаю — не май за зле.
Де не стоятиму — вистою.
Спасибі за те, що мале
людське життя, хоч надією
довжу його в віки.
Думою тугу розвіюю,
щоб був я завжди такий,
яким мене мати вродила
і благословила в світи.
І добре, що не зуміла
мене від біди вберегти.

## Сюжет вірша
|                                                     | Ідея стоїцизму, подолання страху перед смертю і випробуваннями долі проймає вірш „Господи, гніву пречистого“. |
| — Микола ТКАЧУК, доктор філологічних наук, професор | |

|                                                   | В. Стус знову звертається до Бога не з проханням ласки, а благає дати ―гніву пречистого, за допомогою якого обіцяє витримати всі Господні випробування. І хоч поет дякує Всевишньому за те, що дав людині вік короткий, що передбачає й недовгі муки, однак у цьому ж таки монолозі вчувається туга за життям і щире бажання продовжити його, бодай подумки, хоч яким би важким воно не було...автор вірша ні в чому не розкаюється, вірить у те, що жив просто й правильно, можливо, навіть занадто правильно. За це він вдячний своїй матері, яка не навчила його кривити душею, а тому ― не зуміла од біди вберегти. А віра допомагає йому виживати в дуже складних життєвих умовах... У цьому вірші звучить мотив високої жертовності. Ліричний суб‘єкт свідомо віддає себе в офіру заради високої ідеї, заради виконання свого людського обов‘язку. |
| — Ганна ВІВАТ, доктор філологічних наук, професор | |

В цьому вірші перед читачем постає картина духовних шукань ліричного героя, його стійкості і заспокоєння, знайденого у зверненні до Господа. В поезіях Стуса слово «Господь» як звертання використовується 33 рази (підрахунки здійснено на основі збірки творів В. Стуса у 12 томах (1, 3, 5 томи). Це духовне спілкування очищає душу і розум, дає сили рухатися далі й достойно пройти життєве випробування.
Головна ідея вірша — це заклик до того, щоб залишатися собою («яким мене мати вродила»), вистояти, витримати знайшовши гармонію в собі («Де не стоятиму — вистою»),  бути вдячним Богові та матері («Спасибі за те, що мале людське життя, хоч надією довжу його в віки», «Думою тугу розвіюю, щоб був я завжди такий, яким мене мати вродила»), утвердитись в своїй правді шляхом спілкування з вищими силами.

## Літературний аналіз твору

### Метрика і строфіка
Поезія «Господи, гніву пречистого…» одна з трьох зі збірки «Час творчості» написана дольником. Автор застосовує перехресну риму, тобто перший рядок поєднує з третім, а другий з четвертим.

### Жанрові особливості
На думку українського літературознавця Миколи Ткачука в основу поезії покладено канон, запропонований  християнським богословом і філософом VІІІ століття Іваном Дамаскином, як сходження розуму до Бога. Також є думка, що в основу твору покладено молитву Господню:
Господи, гніву пречистого (звертання) 
благаю – не май за зле. (прохання) 
Де не стоятиму – вистою. (обіцянка)
Спасибі за те, що мале (подяка)
людське життя, хоч надією 
довжу його в віки.
В поезії «Господи, гніву пречистого…» переплітаються такі жанрово-тематичні різновиди літературної молитви як молитва-подяка, молитва-прохання ліричного героя за себе, молитва-рефлексія. 

## Історико-критичний аналіз
Метафізичні складові болючого досвіду ліричного героя поезії «Господи гніву пречистого» виходять за межі доступного буденній свідомості, оскільки Василь Стус під час його написання переживає психотравмуючі події, пебуває за ґратами й колючим дротом. 

## Переклади
| Російською |  |  |  |
| --- |  |  |  |
| Господи, гнева пречистого, сердцем молю, — не держи. Всюду, где нужно, — выстою. Спасибо за то, что жил. Жизнь мою, пусть надеждой, Я продолжаю в веках. Мысли мои по-прежнему Воспринимают всё так, как меня мама учила в часы расставаний и встреч. Так что, не зря не случилось меня от беды уберечь. Переклад Олександрини Кругленко |  |  |  |
| |  |  |  |
| |  |  |  |

## Дивись також
- Як добре те, що смерті не боюсь я